# 貝爾克里克鎮區 (阿肯色州塞維爾縣)
貝爾克里克鎮區（英語：Bear Creek Township）是位於美國阿肯色州塞維爾縣的一個行政鎮區。

## 地方資料
貝爾克里克鎮區的面積為158.53平方千米，當中陸地面積為157.68平方千米，而水域面積為0.85平方千米。根據2010年美國人口普查的數據，當地共有人口8262人，而人口密度為每平方千米52.12人。